# Área de Conservação da Paisagem de Sämi
A Área de Conservação da Paisagem de Sämi é um parque natural localizado no condado de Lääne-Viru, na Estónia.
A área do parque natural é 946 hectares.
A área protegida foi fundada em 1981 para proteger a Área de Protecção do Pantanal de Sämi-Kuristiku (em estoniano:  Sämi-Kuristiku sookaitseala) Em 2005, a área protegida foi designada para área de conservação paisagística.